# Emilia Salvador Esteban
Emilia Salvador Esteban (Zaragoza, 20 de junio de 1938). Es una investigadora española, académica, catedrática de Historia Moderna y profesora emérita de la Universidad de Valencia, conocida por sus publicaciones en este campo y por ser la primera mujer en obtener dicha cátedra universitaria en España. Desde 1994 es académica correspondiente de la Real Academia de la Historia.

## Biografía
Nació en Zaragoza en 1938, más tarde se traslada a Huesca, donde cursó el bachillerato de Letras y después a La Coruña y Valladolid. Fue en esta última ciudad donde comenzó sus estudios universitarios en Filosofía y Letras, orientando su carrera hacia la Historia Medieval. Un nuevo cambio en el destino laboral de su padre obligó a su familia a trasladarse a Valencia, donde se licenció en 1961 y doctoró en 1970, recibiendo en ambos casos el premio extraordinario. 
En este periodo formativo fue becaria del Consejo Superior de Investigaciones Científicas y obtuvo una ayuda para la Iniciación a la Investigación del Ministerio de Educación y Ciencia. Finalmente, se especializó en Historia Moderna y su tesis doctoral versó sobre la economía valenciana en el siglo XVI (comercio de importación). Por entonces, en la Universidad de Valencia las disciplinas de historia se encontraban en un proceso de renovación liderado por Juan Reglá Campistol, deudor y discípulo de la escuela de Jaume Vicens Vives. Así, cuando J. Reglá dejó Valencia su puesto fue ocupado por Emilia Salvador, quien impulsó y asumió la dirección del recién creado departamento de Historia Moderna, así como la revista Estudis: Revista de Historia Moderna.

## Trayectoria profesional
Su larga carrera como docente empezó como ayudante y encargada de curso, tras lo que obtuvo la plaza de profesora adjunta, integrada después en el recién creado cuerpo nacional. En 1978 aprobó la oposición como profesora agregada, puesto que se convirtió después en cátedra en 1979, siendo la primera catedrática de Historia Moderna en el sistema universitario español. 
Es directora de la publicación periódica Estudis: Revista de Historia Moderna, fundada por Juan Reglá en 1972.
Ha sido vocal de la Asociación Española de Ciencias Históricas, miembro fundador de la Asociación Española de Historia Moderna, vocal de dicha Asociación, vicepresidenta primera del Patronato de la Fundación Española de Historia Moderna, secretaria y jefa de estudios del Curso de Estudios Hispánicos de la Universidad de Valencia (1960-1978), académica correspondiente de la Real Academia de la Historia (desde 1994), y académica de número de la Real Academia de Cultura Valenciana (desde 1998). Aparte de catedrática, también formaba parte de diversos grupos de investigación como el relativo a “Privilegi, treball i conflictivitat. La societat moderna dels territoris hispànics del Mediterrani Occidental entre el canvi i les resistències” o “Nuevas perspectivas de historia social en los territorios hispánicos del Mediterráneo Occidental durante la Edad Moderna”. Ha participado en diversos seminarios, conferencias y congresos como su participación en los cinco primeros Congresos Internacionales sobre las relaciones comerciales Génova-Mediterráneo-Atlántico (entre 1982-1992), colaboraciones en congresos relativos a la Corona de Aragón, ponencias en la III Reunión Científica de la Asociación Española de Historia Moderna en 1994, sobre, por ejemplo, “España y el comercio mediterráneo en la Edad Moderna”. U otras como “Las Cortes de Valencia” en el Congreso sobre la Historia de las Cortes de Castilla y León en Salamanca 1978, sobre los mercaderes extranjeros en Valencia en el Congreso sobre la Burguesía Española en la Edad Moderna de Madrid en 1991, o el VI Coloquio de Metodología Histórica Aplicada de Santiago de Compostela en 2001.
Emilia Salvador se jubiló en 2008 dejando más de un centenar de publicaciones y habiendo dirigido más de cincuenta de Tesis de Licenciatura y de Fin de Máster, y más de una docena de Tesis Doctorales. Por su trayectoria, la Universidad de Valencia la nombró Profesora Emérita (primera mujer que recibía este reconocimiento), motivo por el que además se publicó un libro-homenaje. No obstante, E. Salvador continuó con su actividad investigadora con nuevos artículos y publicaciones científicas, como el Anuario de Estudios Atlánticos.

## Líneas de investigación
Sus líneas de investigación han seguido principalmente tres vertientes: la historia de la economía, comercio de importación y navegación del siglo XVI, las instituciones forales de Valencia durante la época moderna, con especial atención a la diferencia entre la teoría y la práctica del poder, y las relaciones entre el poder central y los poderes territoriales.
Aunque también desborda el marco cronológico de este siglo, adentrándose en otras épocas como el Renacimiento o el siglo XVII, e incluso el temático, con los avecindamientos de Valencia, estudios sobre la prensa del siglo XVIII, la historia del Reino de Aragón en la época de los Reyes Católicos, con sus políticas internas y externas, de carácter internacional, y sus investigaciones en torno al tema de los moriscos.
En su metodología prosigue con el carácter positivista y reformista, con influencia de la Escuela de los Annales, que también había influido en su maestro Juan Reglà, formado en la escuela de Jaume Vicens Vives: más centrada en los procesos y estructuras sociales, marco historiográfico dominante en el momento, en búsqueda de la historia total de forma interdisciplinar, con gran importancia de la economía, la geografía, y el desarrollo del capitalismo mercantil, en la línea del trabajo de otros académicos como Fernand Braudel en Francia o Alberto Tenenti en Italia; y con gran importancia de base en la recopilación de documentación archivística. Destacan sus aportaciones, en cuanto a historia política, respecto a los efectos de la unión de las Coronas ibéricas, y sobre el carácter de la Nueva Monarquía Hispánica, modificando las ideas anteriores asumidas por la historiografía tradicional.

## Obras
Autora única:
- (1972). La economía valenciana en el siglo XVI (Comercio de importación). Valencia: Universidad de Valencia.
- (1970). Cortes valencianas del reinado de Felipe II. Valencia: Universitat de Valencia. ISBN 84-600-6456-5
- (1984). La ciudad de Zaragoza en la Corona de Aragón. Zaragoza: Diputación de Zaragoza e Institución Fernando el Católico. ISBN 84-00-05727-9.
- (1987). Felipe II y los moriscos valencianos: las repercusiones de la revuelta granadina (1568-1579). ISBN 84-7762-024-5
- (1989). Las Cortes de Valencia. ISBN 84-87119-00-X
- (1993). Aragón en la Edad Media. ISSN 01213-2486.
- (2001). Carlos V, emperador de imperios. ISBN 84-313-1903-8
- (2002). Historia Moderna Universal. ISBN 978-84-344-6666-1
- (2006). El comercio y el Mediterráneo: Valencia y la cultura del mar. ISBN 84-482-4532-6
- (2007). Isabel la Católica y su época. ISBN 978-84-8448-430-1
- (2019). Juan Reglá, humanidad a tiempo completo. ISBN 978-84-376-3954-3

Obras colectivas:
- (2009). Luis Ribot (dir.) y Agustín González Enciso (coord.). Las finanzas estatales en España e Italia  en la Época Moderna. Madrid: Editorial Actas. ISBN: 9788497390835.

Prologuista:
- (1991). Melió Uribe, V. La "Junta de Murs I Valls": historia de las obras públicas en la Valencia del antiguo régimen, siglos XIV-XVIII. Valencia: Consell Valencià de Cultura. ISBN 978-84-7822-339-8

- (2000). Vallés Borràs. V. J. La germanía. Valencia: Institució Alfons el Magnànim-Centre Valencià d'Estudis i d'Investigació. ISBN 978-84-7822-339-8

## Artículos
- (1973). El nacimiento del “Diario de Valencia” (1790): sus principios fundacionales como reflejo de la mentalidad de una época. En Estudis: Revista de historia moderna, n.º 2, pp. 219-244.
- (1998). La cuestión de los censales y la expulsión de los moriscos valencianos. En Estudis. Revista de Historia Moderna, n.º 24. ISSN 0210-9093.
- (2003). Avecindados en Valencia (1479-1611): estado de la cuestión. En Saitabi. Revista de la Facultat de Geografia i Història, n.º 53, pp. 57-72. ISSN 210-9980.
- (2019). En torno al comercio marítimo Lisboa-Valencia en el siglo XVI: consideración especial del tráfico de esclavos. En Anuario de Estudios Atlánticos. ISSN 0570-4065